# 田村ゆかり LOVE LIVE *Fall in Love*

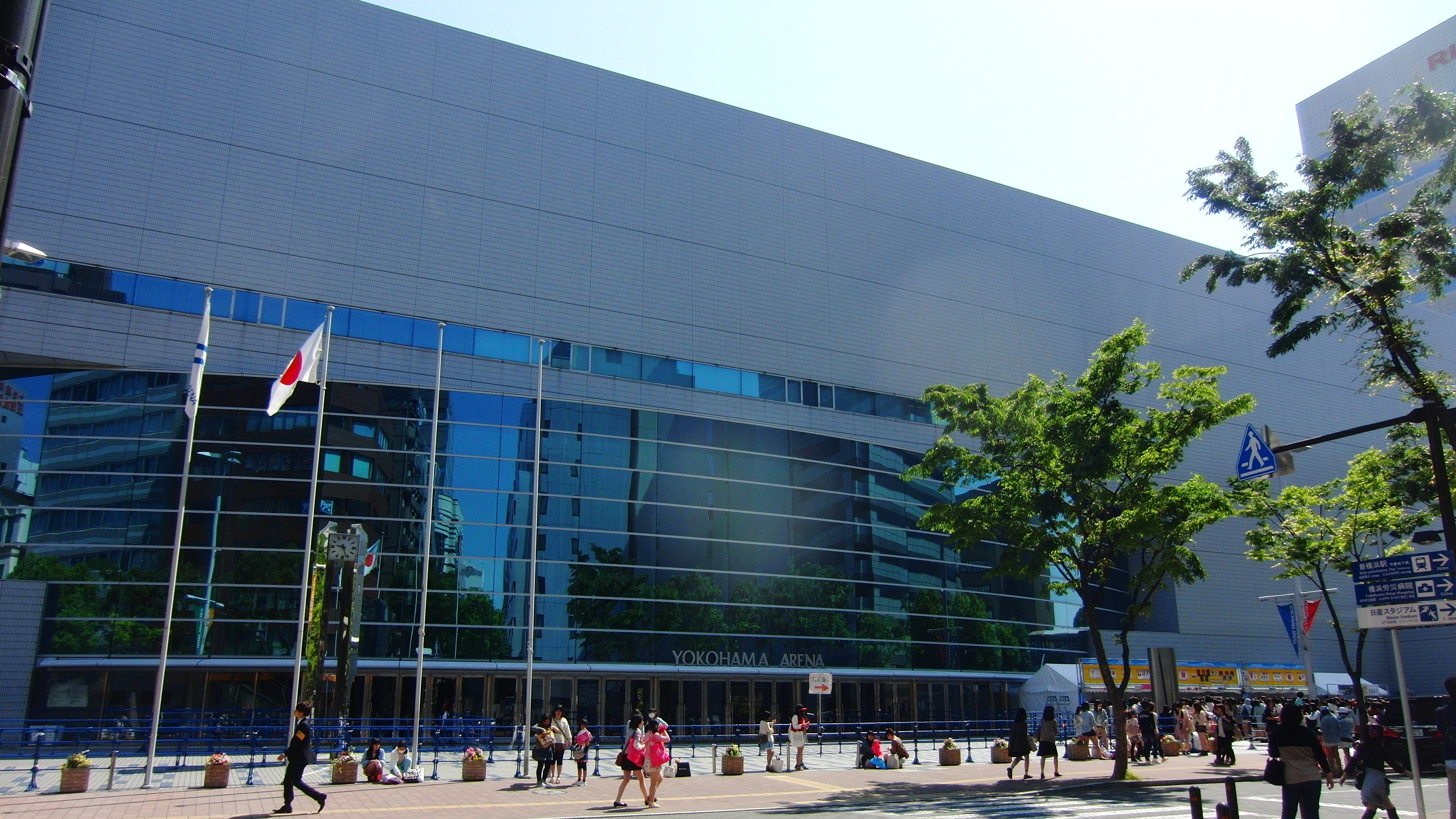
会場の横浜アリーナ

『田村ゆかり LOVE ♥ LIVE *Fall in Love*』（たむらゆかり ラブ ライブ フォーリン・ラブ）は、田村ゆかりの映像作品として通算11作目にあたる。Blu-rayは通算5作目となる。2013年5月29日にキングレコードよりDVD版とBlu-ray版が同時リリースされた。

## 概要
2012年9月より10ヵ所で開催した田村ゆかりの全国ツアーから、横浜アリーナ公演を映像化した。初回特典は、Blu-rayのみスペシャルパッケージ仕様になっている。

## 演奏会場
- 東京：NHKホール（2012年9月17日）
- 愛知：名古屋国際会議場 センチュリーホール（2012年9月22日）
- 山梨：コラニー文化ホール 大ホール（2012年9月29日）
- 石川：北陸電力会館 本多の森ホール（2012年9月30日）
- 岡山：倉敷市民会館（2012年10月7日）
- 福井：フェニックス・プラザ 大ホール（2012年10月13日）
- 兵庫：神戸国際会館 こくさいホール（2012年10月14日）
- 神奈川：横浜アリーナ（2012年10月18日）
- 秋田：秋田県民会館（2012年10月21日）
- 福岡：福岡サンパレス ホテル＆ホール（2012年11月2日）

## 収録内容
-Prologue-
Honey Moon
チェルシーガール
おしえて A to Z
MC1
Rainy Rainy Sunday
バンビーノ・バンビーナ
咲かせて乙女
-Member Profile“プリンセス転校！！～告白はイリュージョンの彼方に～”-
ひとひらの恋
Sensitive Venus
MC2
微笑みのプルマージュ
-Short Movie“ザ・ランキングテン～ツインテールはふり向かない～”-
Love Sick
エトランゼ
Beautiful Amulet
-Short Movie“世界のサビどん”-
夢色ラビリンス
アンジュ・パッセ
君とLOVE
-Band Performance-
Endless Story
MC3
パーティーは終わらない
MERRY MERRY MERRY MENU…ね！
candy smile
チアガール in my heart
恋のタイムマシン
fancy baby doll
<Encore>
アンドロメダまで1hour
Super Special Smiling Shy girl
MC4
You & Me
-Epilogue-

### 映像特典
◆BONUS TRACK
Tomorrow
プラチナLover's Day
フルーツ
星空のSpica
惑星のランデブー
◆*Fall in Love*TOUR DOCUMENT